# Boris Botschew
Boris Botschew (bulgarisch Борис Бочев; * 21. Juli 1943) ist ein ehemaliger bulgarischer Radrennfahrer.

## Sportliche Laufbahn
Botschew gewann 1964 die Bulgarien-Rundfahrt vor Stefan Nejtschew. Bei seinen weiteren fünf Starts in dem heimischen Etappenrennen konnte er keine weitere vordere Platzierung erreichen.
1966 fuhr er die Internationale Friedensfahrt und wurde 45. in der Gesamteinzelwertung.